# Noriaki Tsuchimoto
Noriaki Tsuchimoto (土本典昭, Tsuchimoto Noriaki) ; 11 décembre 1928, préfecture de Gifu, Japon - 24 juin 2008) est un réalisateur japonais spécialisé dans le documentaire connu pour ses films sur la maladie de Minamata et sur l'observation des effets de la modernisation sur l'Asie. Tsuchimoto et Shinsuke Ogawa ont été appelés les « deux figures qui surplombent le paysage du documentaire japonais ».

## Les premières années
Tsuchimoto est né dans la préfecture de Gifu, mais a grandi à Tokyo. Furieux contre le système de l'empereur qui a conduit le Japon à la guerre, il participe à des groupes radicaux étudiants comme Zengakuren quand il entre à l'université de Waseda et rejoint le Parti communiste japonais. Pendant un temps, il est même impliqué dans un projet du PCJ de révolte armée dans les montagnes. Il est également arrêté pour avoir participé à des manifestations. Exclus de Waseda en 1953, il ne parvient à trouver du travail que dans une Société d'Amitié Sino-Japonaise jusqu'à ce qu'il fasse la connaissance de Keiji Yoshino, un cinéaste qui dirige Iwanami Productions (Iwanami Eiga), une branche de Iwanami Shoten consacrée à la réalisation de documentaires éducatifs et de relations publiques. Enthousiasmé par le documentaire de Susumu Hani Les Enfants qui regardent (Kyōshitsu no kodomotachi), il accepte l'offre de Yoshino de rejoindre la société Iwanami en 1956. Il quitte le PCJ en 1957.

## La période Iwanami
Tsuchimoto ne reste employé à Iwanami Productions qu'un an, mais il continue à collaborer avec la société en tant qu'indépendant. Il travaille sur des films aux côtés d'autres réalisateurs d'importance tels que Susumu Hani, Shinsuke Ogawa, Kazuo Kuroki et Yōichi Higashi, ainsi que de directeurs de la photographie comme Jun'ichi Segawa, Tatsuo Suzuki et Masaki Tamura. Ses premiers travaux sont principalement des commandes pour des entreprises japonaises visant à célébrer leurs réalisations dans une période de forte croissance économique, mais l'esprit libéral régnant à Iwanami est "un bouillon d'expérimentation", selon les termes du professeur de cinéma Markus Nornes ; un lieu où, selon Tsuchimoto, les gens veulent tourner "leurs propres plans individuels ne pouvant être exprimés que par des images, pas par des mots". La réalisation la plus connue de Tsuchimoto pour Iwanami est Un Ingénieur assistant (1963), un film pour la Japanese National Railways sur des ingénieurs travaillant dur pour assurer les horaires.
Des conflits entre les sponsors et la société apparaissent inévitablement à Iwanami, et en particulier une controverse sur deux contributions de Tsuchimoto à une série de documentaires sur les préfectures du Japon conduit des cinéastes à former le "Groupe Bleu" (Ao no Kai), une organisation informelle dans laquelle les membres discutent des films des autres et plaident pour un nouveau documentaire. Nombreux dans le Groupe Bleu quittent plus tard Iwanami pour commencer la production de films documentaires de façon indépendante.
Un autre film réalisé par Tsuchimoto au cours de cette période est Document sur la route (1964), un film commandé par le Département de la Police métropolitaine de Tokyo pour promouvoir la sécurité de la circulation, juste avant les Jeux olympiques de Tokyo. Tsuchimoto, cependant, travaille avec un syndicat de chauffeurs de taxi pour produire une forte condamnation du Japon urbain vu à travers les yeux d'un chauffeur de taxi. Le film remporte plusieurs prix, mais la Police refuse de le montrer, et il reste dans un tiroir pendant des années.

## Le cinéma indépendant
Tsuchimoto a été l'un des premiers réalisateurs liés à l'Iwanami à devenir indépendant. En 1965, il commence à réaliser un documentaire pour la télévision sur un étudiant en programme d'échange menacé d'être expulsé vers la Malaisie, malgré le fait qu'il serait probablement puni pour ses activités politiques à son retour. Le réseau se retire lorsque des problèmes surgisse avec le gouvernement malaisien, mais Tsuchimoto décide tout de même de faire le film, Exchange Student Chua Swee Lin. Rassemblant des dons, il place son appareil photo du côté de l'étudiant et empêche finalement sa déportation. Selon Abé Nornes, professeur spécialiste du cinéma asiatique, « c'est un film qui a lancé un mouvement plutôt que d'en représenter un », et est devenu un modèle pour le documentaire indépendant engagé quelques années plus tard.
Après Prehistory of the Partisans, réalisé pour Ogawa Productions, qui montre des étudiants radicaux de l'université de Kyoto depuis l'intérieur des barricades, Tsuchimoto commence son travail le plus célèbre, une série de documentaires sur l'empoisonnement au mercure à Minamata, au Japon. Perturbé par le fait qu'une tentative précédente de tourner un documentaire sur la maladie de Minamata pour la télévision s'était heurté à la résistance des personnes touchées, en raison de soupçons sur les médias, Tsuchimoto se consacra cette fois à un travail avec les victimes. Dans le premier et le plus célèbre film de la série, Minamata: Les victimes et leur monde (en) (1971), il laisse les victimes parler d'elles-mêmes et donner leur version de l'histoire, celle qui n'était pas représentée dans les médias ou reconnue par Chisso (en), l'entreprise pollueuse à l'origine de la maladie, et le gouvernement. Il n'a pas seulement cherché à montrer la situation aux autres, mais il a aussi travaillé à montrer ses films dans la région pour éduquer les autres victimes. Selon le critique Chris Fujiwara, « le cinéma de Tsuchimoto incarne la recherche d'un point de vue capable de représenter le point de vue de ses sujets, et une immersion de la subjectivité du cinéaste dans les contradictions de ses sujets ».
Certains films de la série, tels que Minamata Disease: A Trilogy, étaient principalement axés sur les problèmes médicaux de la maladie de Minamata, et pas seulement sur la politique. Tout comme dans Minamata, les victimes et leur monde (en) et La Mer de Shiranui (en) (1975), il ne considère pas les victimes comme des objets de pitié ou des acteurs de la protestation, mais s'efforce de comprendre leur monde, retrouvant dans leur lutte avec la mer et leurs modes de vie traditionnels, dont une grande partie avait été bouleversée par la pollution de l'environnement, « la figure originelle de l'humanité ».
Tsuchimoto a fait une douzaine de films sur Minamata, mais a également travaillé sur de nombreux autres sujets, allant du poète Nakano Shigeharu à la détresse des Coréens au Japon. Un certain nombre de ses films portent sur la pollution, sur la mer et sur les coûts de l'oppression politique, mais aussi sur la modernisation en explorant des sujets comme la bombe atomique et l'énergie nucléaire. Il s'est aussi intéressé à l'Afghanistan et a fait trois films sur le pays avant les Talibans, comme Afghan Spring et Another Afghanistan: Kabul Diary 1985. Il a également publié plusieurs livres et fut un cinéaste vedette au Séminaire Flaherty de 2003.
Il meurt d'un cancer du poumon, le 24 juin 2008.

## Filmographie partielle

### Comme réalisateur
- 1963 : An Engineer's Assistant (ある機関助士, Aru kikan joshi?)
- 1964 : Document sur la route (en) (ドキュメント路上, Dokyumento rojō?)
- 1965 : Exchange Student Chua Swee Lin (留学生チュア・スイ・リン, Ryugakusei Chua Sui Rin?)
- 1969 : Prehistory of the Partisans (パルチザン前史, Paruchizan zenshi?)
- 1971 : Minamata, les victimes et leur monde (en) (水俣ー患者さんとその世界, Minamata: Kanjasan to sono sekai?)
- 1974-1975 : Minamata Disease: A Trilogy (医学としての水俣病ー三部作, Igaku to shite no Minamata-byō: Sanbusaku?)
- 1975 : La Mer de Shiranui (en) (不知火海, Shiranuikai?)
- 1979 : Remembering Nakano Shigeharu (偲ぶ・中野重治, Shinobu Nakano Shigeharu?)
- 1982 : Tsuchimoto Noriaki's Nuclear Scrapbook (原発切抜帖, Genpatsu kirinukichō?)
- 1989 : Afghan Spring (よみがえれカレーズ, Yomigaere Karēzu?)
- 2003 : Another Afghanistan: Kabul Diary 1985 (もうひとつのアフガニスタン カーブル日記 1985年, Mō hitotsu no Afuganisutan: Kāburu nikki 1985-nen?)
- 2003 : Traces: The Kabul Museum 1988 (在りし日のカーブル博物館1988年, Arishihi no Kāburu Hakubutsukan 1988-nen?)

### Comme monteur
- 1963 : Elle et lui (彼女と彼, Kanojo to kare?) de Susumu Hani